# Насирија
Насирија (арап. الناصرية) је град у Ираку, на ријеци Еуфрат, око 370 км југоисточно од Багдада. Поред Насирије су рушевине старог града Ура. Насирија је главни град покрајине Ди Кар. Према попису 1987. године град је имао 265.937 становника, а процјене из 2003. године су 560.200 становника.
Већина популације Насирије је Муслиманске вјероисповјести, Шитске већине са мањим бројем Мандејаца и Сунита. Све до 1951. године град је био дом знатном броју јеврејске заједнице, које су, након неуспијелог устанка 1991. године, расељене или убијене од стране војске Садама Хусеина.
Насирија је центар за узгој датула, као и многих дугих пољоприредних производа. Позната још по бродоградњи, столарству и изради сребра.
Стари дио града је опасан зидом од блата са старом израдом кућа.
Градски музеј има велику колекцију Сумерских, Асирских, Вавилонских, Абасидских артефеката. У околини су рушевине старих градова Ура и Ларсе.